# Guazzoni
L'Officina Meccanica Guazzoni è stata una casa motociclistica milanese attiva dal 1935 al 1976.

## Storia
Fondata da Aldo Guazzoni (1908-1978), meccanico e commerciante milanese, la Guazzoni iniziò l'attività costruttiva nel 1935, realizzando una motocicletta con motore Calthorpe da 500 cm³, con scarso successo commerciale. Successivamente vennero costruiti motocarri di 500 e 600 cm³ con motore MM. Dopo la guerra Aldo Guazzoni divenne concessionario per Milano della Moto Morini.
L'attività costruttiva riprende nel 1950 con una "250" monocilindrica due tempi, costruita su commissione dalla bolognese FBM. L'anno seguente viene affiancata una 150, sempre monocilindrica due tempi e costruita a Bologna. La "150", disponibile nelle versioni Turismo, Sport e Super Sport, ha buon successo, anche nelle competizioni: nel 1952 vince la classe alla 24 Ore di Warsage (città nei pressi di Liegi). Dalla moto vincitrice nella maratona belga nascerà la Bol d'Or 175, il cui nome riprende quello della celebre gara francese di durata. La Bol d'Or si dimostrerà una delle più veloci moto della sua categoria, con 10,5 CV e 125–130 km/h.
Nel 1953 viene presentata la "Grifo", una 150 due tempi che si caratterizza dal motore con cilindro orizzontale. Del 1955 è invece una 200 monocilindrica monoalbero. Nel biennio 1955-56 una Guazzoni 50 completamente carenata conquista sul circuito di alta velocità di Monza 30 record mondiali, alla guida del mezzo i piloti Mangiarotti, Pasini e Manfe'.
Con la seconda metà degli anni cinquanta la Guazzoni entrò nella generale crisi di settore determinata dalla diffusione di massa dell'automobile e, come buona parte delle case motociclistiche italiane, scelse la strada del mercato estero per piazzare l'esubero produttivo.
In Argentina, dove il Peronismo era stato sostituito dalla Revolución Libertadora, nel 1957 vennero cancellate le riforme costituzionali promulgate da Perón e ripristinata la Carta costituzionale del 1853, aggiunta del celebre "articolo 14 bis" che introduceva d'emblée un forte regime protezionista nel mercato argentino. Le nuove disposizioni coinvolsero molte aziende estere i cui beni furono immediatamente colpiti dagli effetti della nuova legge, determinando una situazione di stallo nella quale era sostanzialmente impossibile ottenere il pagamento o la restituzione delle merci. La Guazzoni si trovò così a "perdere" circa 1.000 motociclette già consegnate ai concessionari e fu un colpo economico enorme per la piccola casa milanese che si trovò costretta a cedere lo stabilimento di Viale Sabotino per far fronte agli impegni.
La cocciutaggine del fondatore, adeguatamente sostenuta dalla solidale azione delle maestranze, resero possibile la ripresa dell'azienda che, trasferitasi nel 1961 in un vecchio opificio d'età napoleonica di Via Altaguardia, riprese il lavoro diversificando la produzione con motori per macchinari utensili, fuoribordo e propulsori per kart con ammissione a valvola rotante, oltre ad alcuni modelli di ciclomotore di stampo prettamente utilitario.
Proprio da un motore da kart la Casa milanese ricaverà un 50 cm³ che, dal 1965, fu destinato ad equipaggiare i ciclomotori della serie Matta, denominazione scelta per sottolineare la versatilità di tale propulsore. La Guazzoni 50 Matta, prima moto italiana dotata di alimentazione a disco rotante, colse un incoraggiante successo tra i giovanissimi, allettati dalla potenza del motore che, nella versione "Export", eroga 6 CV e spinge il mezzo a 100 km/h. Nell'anno successivo, grazie alle cure del tecnico e pilota Franco Ringhini, venne allestita la "Matta Competizione", nelle cilindrate 50 e 60 cm³, soprannominata "ingranaggino" dal piccolo ingranaggio della trasmissione primaria. Questa versione, fu adottata da alcuni piloti, tra i quali Pier Paolo Bianchi, che conquistarono importanti affermazioni nel Campionato italiano della montagna e nel Trofeo cadetti.
Al "Salone del Ciclo e Motociclo" di Milano,  nel dicembre del 1965, viene presentato un prototipo anonimo,  di un modello di ciclomotore fuoristrada, dotato del motore della Matta. La sua produzione inizierà nel corso del 1966, e verrà denominato ufficialmente "Matacross", volutamente con una t sola. Nello stesso settore del fuoristrada, l'anno seguente, furono presentate le "Modernly" di 125 e 150 cm³. Le "Matta" si rinnovano nel 1969, con un nuovo cilindro, la testa radiale e nuove sovrastrutture.
Sarebbe stato quello il momento favorevole per ripensare i volumi produttivi e tentare il salto di qualità, sulle ali dei successi sportivi e del gradimento mostrato dal pubblico giovanile. Tuttavia, forse ancora intimorita dalla "batosta argentina", la Guazzoni decise di continuare nella produzione semi-artigianale e con prezzi particolarmente competitivi, a dispetto delle raffinate soluzioni tecniche e di una domanda ben superiore alla capacità produttiva. Per gli aspiranti possessori, entrare in possesso dell'agognata "Matacross" comportava lunghi mesi d'attesa che, sovente, facevano propendere gli impazienti acquirenti verso altri prodotti.
Nel 1971 la "Matacross" diventò "Special", con un nuovo telaio e, l'anno seguente, fu presentata la "RM72" da Regolarità, con motori da 100 e 125 cm³ due tempi sei marce e telaio derivato da quello della Mattacross Special.
All'EICMA del 1973 venne esposto il prototipo del modello stradale "Sport 125", evolutosi nella seconda e definitiva versione, nota come "Sport 125 Salone", presentata all'EICMA il 22 novembre 1975. Si trattava d'una moto sportiva d'aspetto particolarmente riuscito, equipaggiato da motore a valvola rotante e accensione elettronica, con potenza di 24,5 CV a 12.000 giri/min. La componentistica, di prim'ordine, comprendeva la forcella anteriore e il monoammortizzatore posteriore Ceriani, entrambi del tipo "competizione", oltre al freno anteriore a doppio disco Scarab, ai mozzi Grimeca, ai cerchi a raggi Borrani, ai mezzi manubri con comandi Magura e alle sovrastrutture in vetroresina. Nonostante il buon numero di prenotazioni, il modello rimase allo stato prototipale, in quanto la produzione dell'azienda cessò nei primi mesi del 1976, in seguito a una grave malattia che colpì Aldo Guazzoni, portandolo alla morte due anni più tardi.

## Ripresentazione del marchio
Nel 2018 il marchio è stato acquisito da una azienda di importazione di motocicli, CVM s.r.l con sede a Boscotrecase (NA) e nel 2019 sono stati presentate ad EICMA le prime moto prodotte da CVM con il marchio Guazzoni.